# Viola d’amore
Viola d’amore (wł. viola, amore „miłość”) – dawny instrument, chordofon smyczkowy z rodziny viol, posiadająca 5–7 strun melodycznych, i ok. 7–14 burdonowych (rezonansowych), biegnących pod gryfem i podstawkiem. Pojawiła się w 2 poł. XVII w., pod koniec XVIII wieku wyszła z użycia. W Polsce nazywana jest altówką miłosną lub amorką.
Informacje na temat violi d’amore są na ogół skąpe, a ponadto niejednoznaczne. Dotyczy to zarówno miejsca i czasu jej powstania, a więc jej początków, a także dalszych jej losów. Już sam sposób wyjaśnienia, czym jest viola d’amore, może wprowadzić w zakłopotanie:
- jest instrumentem smyczkowym w kształcie violi dyskantowej (C. Sachs, s. 441)
- jest odmianą dyskantowej violi da gamba (Malinowski, s. 23)
- jest szczególną odmianą gamby altowej (Breckhaus: Enzyklopedie. T. 19. s. 644.)
- do rodziny gamb należy viola wielkości altówki (K. Jalovec: Enzyklopedie des Geigenbaues. T. 1. s. 70.)
- viola wielkości violi sopranowej (Encyklopedia Americana. T. 28. Brak numerów stron w książce)

Te sprzeczności wynikają z nomenklatury stosowanej w odniesieniu do viol w XVI i XVII wieku w Anglii i Niemczech. I tak w niemieckiej nomenklaturze nazwa violi dyskantowej odnosiła się do viol, których długość korpusu mieściła się w granicach 35–45 cm, natomiast angielska terminologia w tych granicach rozróżniała aż trzy instrumenty:
- treble (35–37 cm)
- viola alta (38–40 cm)
- mała viola tenorowa (42–46 cm) (N. Bessaraboff, s. 255, 363).

Z uwagi na to, że wymiary korpusu violi d’amore wahają się w granicach 36,5–44,5 cm, można ją przyrównać do każdego z wyżej wymienionych instrumentów.

## Historia nazwyviola d’amore
Viola d’amore jest określeniem włoskim, jego odpowiednikiem francuskim jest viol d’amour, niemieckim Liebegeige, a polskim – altówka miłosna lub amorka. W XVIII wieku znana również była spolszczona nazwa wioldamor (St. Morawski: Kilka lat młodości mojej w Wilnie 1818–1825. s. 108.).
Dla wyjaśnienia wyrazu viola podaje się łaciński wyraz vituali znaczący skakać jak cielę (na znak radości). Istnieje także inny wyraz vitulari, który wyraża radość (bez wspomnienia cielęcia), stąd vitula oznaczająca instrument muzyczny związany z pojęciem radości. Wyraz ten ulegał kolejnym zmianom (wyrywkowo podając): vidula, viquelle, fidula, viella (fr. viella), które aż do XV w. stanowiła ogólną nazwę instrumentów smyczkowych, znanych potem aż do XVIII w. jako viola.
Termin viola d’amore występuje po raz 1 w „Diary” Evelyna z 1679 r. (Carl Engell: Diary. 1679, s. 116.)
Niektórzy wywodzą nazwę violi d’amore z wieńczącej skrzynkę kołków rzeźbionej główki amorka, bożka miłości. Trudno się jednak zgodzić z taką interpretacją. Viola d’amore miewa bowiem zamiast amorka główkę kobiety w kapeluszu lub główkę mężczyzny w czapeczce itd. (niekiedy główką jest zwykły ślimak). Można się raczej przychylić do tezy, iż nazwa związana z miłością ma wiele wspólnego z brzmieniem instrumentu, które jest pełne czułości i srebrzystości – w związku z tym można uznać, że instrument ten „należał” do bożka miłości.
Istnieje też teoria A. Dolmetscha, który uważa, że jakkolwiek ta piękna nazwa oznacza wiele miłości, to prawdopodobnie jest wypaczeniem określenia viol de more (Moro – wł. Maur), w angielskim viol of the Moor, czyli viola Maura albo mauretańska. Dodaje on, że jest to prawdopodobne dlatego, iż w wielu instrumentach Wschodu istnieją struny rezonansowe (charakterystyczna cecha violi d’amore).

## Podstawowe informacje o instrumencie
Viola d’amore jest instrumentem 7 lub 6 strunowym posiadającym dodatkowo zestaw strun burdonowych (zwanych także strunami rezonującymi, sympatycznymi lub współbrzmiącymi).
Należy do grupy viol da braccia – ramieniowych (trzyma się ją tak, jak np. skrzypce).
Jej złoty wiek przypada na okres baroku.

## Budowa i dźwięk
Viola d’amore ma wiele wspólnego z rodziną viol. Tak jak one posiada płaską spodnią płytę oraz rzeźbioną główkę, ale w przeciwieństwie do nich nie posiada progów.
Wielkość jej pudła waha się między 35,5–44,5cm, czyli porównywalna jest do wielkości współczesnej altówki.
Viola d’amore ma z reguły 6–7 strun melodycznych i od 6–14 strun rezonujących (przy czym zwykle liczba strun rezonujących jest taka sama jak strun melodycznych); struny rezonujące umieszczone są pod strunociągiem, przechodzą przez podstawek i pod gryfem.
Są one zawsze metalowe, w przeciwieństwie do strun melodycznych, które były jelitowe. Dzięki strunom rezonującym instrument posiada specyficzne brzmienie. Leopold Mozart w swoim dziele „Versuch einer grundlichen Violinschule” napisał, że viola d’amore brzmi „nadzwyczaj czarująco podczas spokojnego wieczoru”.
Instrument był strojony odpowiednio do danego utworu – często stosowano skordaturę.
Od XVIII wieku stosowany był standardowy strój kwartowo-kwintowo-tercjowy: A d a d1 fis1 a1 d².
Viola d’amore była szczególnie popularna w późnym XVII wieku, ale i wtedy muzyk, który specjalizował się w grze na niej, był rzadkością.
W zawiązku z nieużytecznością violi d’amore w orkiestrze oraz z faktem, iż rodzina skrzypiec posiadała większe walory dynamiczne, w następnych stuleciach viole zostały wyparte z sal koncertowych przez współcześnie znane nam instrumenty smyczkowe.
Powrót zainteresowania amorką nastąpił pod koniec XIX wieku i na początku XX. Najbardziej zasłużonymi wirtuozami oraz kompozytorami w tej dziedzinie stali się Henri Casadesus oraz Paul Hindemith.

## Wybrane utwory z okresu baroku i klasycyzmu
- Heinrich Ignaz Franz Biber – Harmonia artificiosa – ariosa (1696, wydana pośmiertnie w 1712 w Norymberdze). Zawiera siedem partit triowych, z których ostatnia napisana jest na 2 viole d’amore i basso continuo. Została napisana na violę 6-strunową i kompozytor był albo świadkiem, albo współwykonawcą koncertu premierowego.
- Attilio Ariosti – 6 lessons, 15 sonat i 2 kantaty
- Antonio Vivaldi – 6 koncertów na violę d’amore solo (RV 392–397), 1 z lutnią (RV 540) i 1 concerto da camera (RV 97). Napisał też kadencje z użyciem violi d’amore w obydwu wersjach psalmu Nisi Dominus (RV 608 i RV 803) oraz części Gloria Patri. Inne kadencje można znaleźć w arii Tu dormi in tante pene z opery Tito Manlio i w arii Quanto magis generosa z oratorium Tryumf Judyty.
- Johann Sebastian Bach – wykorzystał violę w arii nr. 19 i 20 w Pasji według św. Jana i w niektórych kantatach.
- Johann Joachim Quantz – sonata triowa na flet, violę d’amore i basso continuo
- Georg Philipp Telemann – Koncert E-dur na flet, oboe d’amore, violę d’amore, smyczki i continuo.
- Carl Stamitz – 3 koncerty solowe na violę, sonata D-dur na violę d’amore i skrzypce lub altówkę, inne sonaty i kwartety.
- Joseph Haydn – Divertimento na violę d’amore, skrzypce i wiolonczelę. Jest to XVIII-wieczna aranżacja dzieła Haydna.
- Joseph Leopold Eybler – Kwintety I i II D-dur na violę d’amore, skrzypce, altówkę, wiolonczelę i violone.
- Franz Anton Hoffmeister – Kwartet Es-dur (D-dur) na violę d’amore, 2 skrzypiec i wiolonczelę.
- Carlo Martinides – Divertimento D-dur na violę d’amore, skrzypce, altówkę i wiolonczelę.

## Kilka współczesnych dzieł
- Henri Casadesus (1879–1947) – Koncert na violę d’amore i instrumenty smyczkowe
- Paul Hindemith (1895–1963) – Small sonata na violę d’amore oraz Kammermusik Nr. 6 na violę d’amore i orkiestrę kameralną
- Frank Martin (1890–1974) – Sonata da chiesa na violę d’amore i organy

Viola d’amore jest użyta również w:
- Les Huguenots Giacomo Meyerbeera (1836)
- Bánk Bán Ferenca Erkela (1861)
- Le jongleur’ de Notre-Dame Jules’a Masseneta (1901)
- Madame Butterfly Giacomo Pucciniego (1904)
- Palestrina Hansa Pfitznera (1912)
- Katya Kabanova Leoša Janáčka (1919)
- ...?risonanze!... Olgi Neuwirth (1996–1997)
- The Misprision of Transparency Aarona Cassidy’ego (2001)